# Хайнрих фон Шмидтбург
Хайнрих фон Шмидтбург (на немски: Heinrich von Schmidtburg; * ок. 1305; † 1329/пр. 8 септември 1330) от фамилията на вилдграфовете фон Даун и Кирбург, е вилдграф на Шмидтбург в долината на река Ханенбах в района на Бад Кройцнах в Рейнланд-Пфалц.
Той е син на вилдграф Конрад III фон Шмидтбург († 1303/1305) и съпругата му Катарина (Йохана) фон Горен Залм († сл. 1314), дъщеря на граф Хайнрих IV фон Залм († 1292) и Лаурета фон Близкастел (1212 – 1269). Брат е на Емих III фон Шмидтбург († ок. 1304/пр. 1314).
Майка му Катарина (Йохана) фон Залм се омъжва втори път сл. 29 ноември 1305 г. за вилдграф Йохан фон Даун-Грумбах († 1349/1350), братовчед на баща му.

## Фамилия
Хайнрих фон Шмидтбург се жени за Гертруд Шенк фон Ербах (* пр. 1330), дъщеря на шенк Еберхард VII фон Ербах († 1327) и Имагина фон Спонхайм-Кройцнах († 1341), дъщеря на граф Хайнрих I фон Спонхайм († 1311) и Кунигунда фон Боланден († 1295).. Бракът е бездетен.